# Сарапин, Николай Адамович
Николай Адамович Сарапин (1917—1995) — генерал-майор Советской Армии, участник Великой Отечественной войны, начальник Краснодарского суворовского училища (1966 — 1967) и рядя других военных училищ.

## Биография
Родился 19 декабря 1917 года в гор. Кустанае в семье служащего. Русский.  Окончил 7 классов в 1931 году, работал учеником бухгалтера в совхозе. В 1933 году поступил в Свердловский эксплуатационный техникум. Член КПСС 1939 года. 

### Служба в Армии
В Красной Армии с ноября 1935 года. Призван в армию, стал курсантом Ташкентского пехотного училища имени В.И. Ленина, которое окончил в 1938 году с отличием в звании лейтенанта и оставлен в училище командиром взвода. Служил заместителем командира роты, старшим адъютантом батальона курсантов.
Окончил Военную академию имени М.В. Фрунзе (1949 г.) и Высшие академические курсы при этой же академии в 1957 году. Оставленный в училище, служил командиром взвода и роты в стрелково-пулемётном батальоне, а в июне 1940 года был переведен в Ошское стрелково-пулемётное училище.
В январе 1942 года он назначается командиром 99-го отдельного стрелкового батальона в составе 100-й отдельной стрелковой бригады, прибывает на Калининский фронт, где 3 ноября 1942 года вступает в боевые действия. Его 4-й отдельный стрелковый батальон 100-й отдельной Казахской стрелковой бригады действовал на Западном фронте, под Москвой в составе 39-й армии Калининского фронта. Батальон отражает яростные контратаки противника в районе Ржева. 27 ноября 1942 года получил тяжелое ранение, почти на год выбыл из строя.
фронтовая газета писала: 

«...В бою особо отличился старший лейтенант Сарапин. До прибытия подкрепления он со своим подразделением не только давал отпор контратакам врага, но и опрокидывал его и продвигался вперед. В ночном бою успешно отбил пытавшееся прорваться через наши боевые порядки подразделение немецких автоматчиков. С поля боя были вынесены все раненые 70 воинов. А когда в соседнем батальоне погиб командир, он принял на себя командование и этим подразделением, и успешно провел операцию...» — 
В ноябре 1943 года назначается командиром батальона в Алма-Атинское пехотное училище.
С августа 1945 года - заместитель начальника учебного отдела училища.
После окончания академии с ноября 1949 года - начальник тактического цикла СкСВУ.
С сентября 1952 года - заместитель начальника училища - начальник учебного отдела Череповецкого пехотного училища,
с ноября 1957 года - заместитель командира и командир 3-й мотострелковой дивизии Ленинградского военного округа,
В июне 1965 года присвоено звание генерал-майора,
с октября 1966 года - начальник Орджоникидзевского суворовского военного Краснознамённого училища,
с сентября 1967 года - начальник Орджоникидзевского высшего общевойскового командного училища.
По окончании Высших академических курсов и отделения иностранных языков в военно-педагогическом институте командируется в Сирию советником начальника Военной академии 1971 год
В 1973 году он снова оказался на фронте. Во время вооруженного конфликта между Израилем, с одной стороны, и Сирией и Египтом - с другой, генерал Сарапин координировал действия сирийских войск, поддерживал прямую связь с Москвой.
В 1974 году возвратился из заграничной командировки.
Избирался неоднократно депутатом Орджоникидзевского (Владикавказского) городского Совета, депутатом Верховного Совета Карельской автономной республики в 1957 году.
Уволен в запас в сентябре 1974 года. Жил во Владикавказе. Умер 13 июля 1995 года. Похоронен на Аллее Славы Красногвардейского парка.

## Награды
- Орден Красного Знамени;
- Орден Отечественной войны 1-й степени [2];
- три ордена Красной Звезды[3];
- медаль За боевые заслуги;
- медаль «В ознаменование 100-летия со дня рождения Владимира Ильича Ленина» (6 апреля 1970[4]);
- медаль «За победу над Германией в Великой Отечественной войне 1941—1945 гг.» (9 мая 1945[5]);[6]
- юбилейная медаль «Двадцать лет Победы в Великой Отечественной войне 1941—1945 гг.» (7 мая 1965[7]);
- юбилейная медаль «Тридцать лет Победы в Великой Отечественной войне 1941—1945 гг.»[8];
- медаль «Сорок лет Победы в Великой Отечественной войне 1941-1945 гг.»[9];
- юбилейная медаль «50 лет Победы в Великой Отечественной войне 1941—1945 гг.»[10];
- медаль «Ветеран Вооружённых Сил СССР»;
- медаль «30 лет Советской Армии и Флота»[11];
- юбилейная медаль «40 лет Вооружённых Сил СССР»[12];
- юбилейная медаль «50 лет Вооружённых Сил СССР» (26 декабря 1967[13]);
- юбилейная медаль «60 лет Вооружённых Сил СССР» (28 января 1978[14]);
- юбилейная медаль «70 лет Вооружённых Сил СССР» (28 января 1988[15]);
- медаль «За безупречную службу» I степени.
- медаль «Во славу Осетии»
- Был награжден двумя сирийскими орденами

## Память
- Во Владикавказе на Аллее славы установлен памятник генералу.